# جواو دوريا
جواو دوريا (مواليد 16 ديسمبر 1957) هو سياسي، رجل أعمال وصحفي برازيلي يشغل حالياً منصب حاكم ولاية ساو باولو.